# Autorail VIP 0301
 (novembre 2021).
Si vous disposez d'ouvrages ou d'articles de référence ou si vous connaissez des sites web de qualité traitant du thème abordé ici, merci de compléter l'article en donnant les références utiles à sa vérifiabilité et en les liant à la section « Notes et références ».
L'Automotora VIP est un autorail rénové en véhicule ferroviaire spécial afin d'effectuer la maintenance des caténaires par Infraestruturas de Portugal. Il a été créé en 1992 sur la base de l'autorail CP 0301 dans les ateliers de Figueira da Foz.